# Suphalomitus cephalotes
Suphalomitus cephalotes är en insektsart som först beskrevs av Robert McLachlan 1871.
Suphalomitus cephalotes ingår i släktet Suphalomitus och familjen fjärilsländor. Inga underarter finns listade i Catalogue of Life.